# معاهدة اليابان مع جوسون (1876)

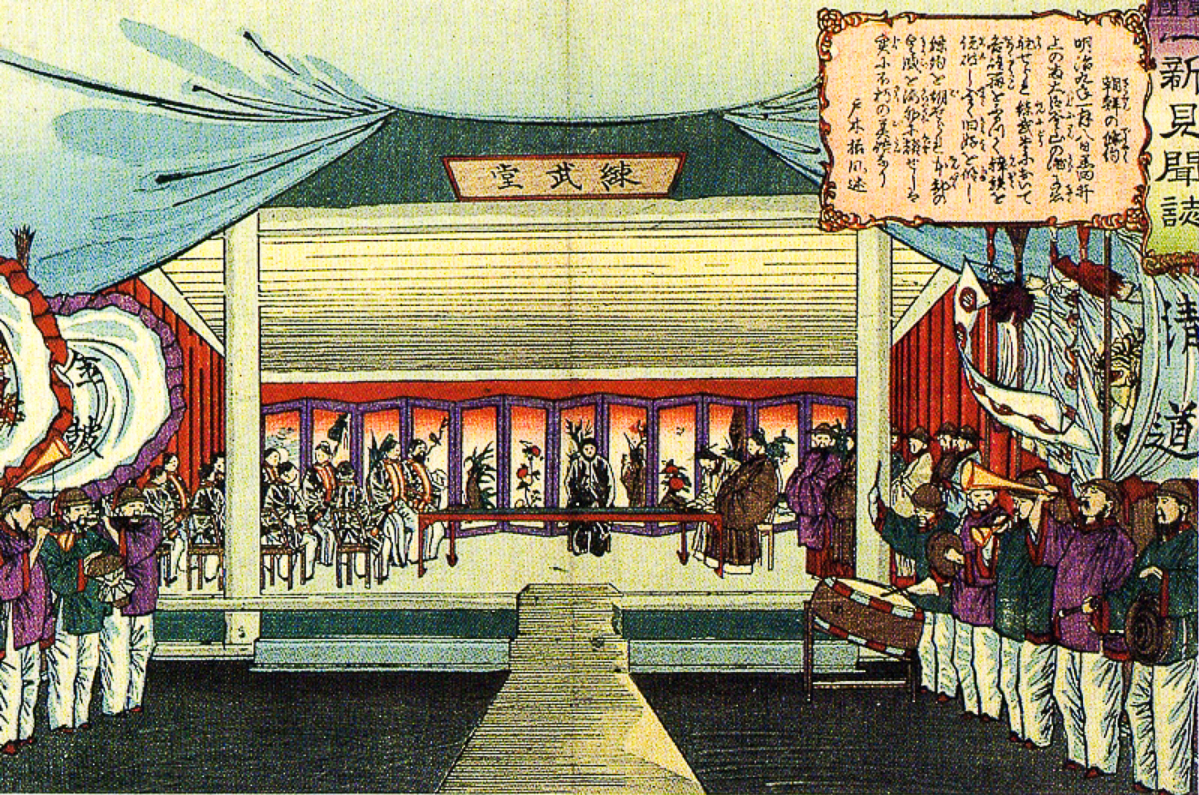
لوحة للمعاهدة بين الدولتين.

معاهدة اليابان مع جوسون في 1876 (بالكورية: 강화도 조약، وباليابانية: 日朝修好条規) هي معاهدة بين إمبراطورية اليابان ومملكة جوسون ووقعت في سنة 1876. انتهت المفاوضات بين الدولتين في 26 فبراير 1876.